# Partia Niemców Sudeckich
Partia Niemców Sudeckich, Partia Sudeckoniemiecka (niem. Sudetendeutsche Partei, SdP) – partia mniejszości niemieckiej w przedwojennej Czechosłowacji. Założona 1 października 1933 jako Sudetendeutsche Heimatfront (Front Ojczyźniany Niemców Sudeckich) przez Konrada Henleina.
W wyborach w 1935 uzyskała 15,1% głosów (najwięcej spośród wszystkich partii) i 44 mandaty. Po zajęciu Kraju Sudetów przez III Rzeszę, w październiku 1938 została wchłonięta przez NSDAP.

## Tło historyczne
W 1903 grupa niemieckich studentów z ówczesnego Królestwa Czech (w ramach Austro-Węgier) założyła Niemiecką Partię Robotniczą (Deutsche Arbeiterpartei, DAP). Partia czerpała z ideologii wszechniemieckiej, działała w opozycji do niepodległościowej partii młodoczeskiej i zdobyczy wcześniejszego czeskiego odrodzenia narodowego oraz głosiła hasła antysłowiańskie.

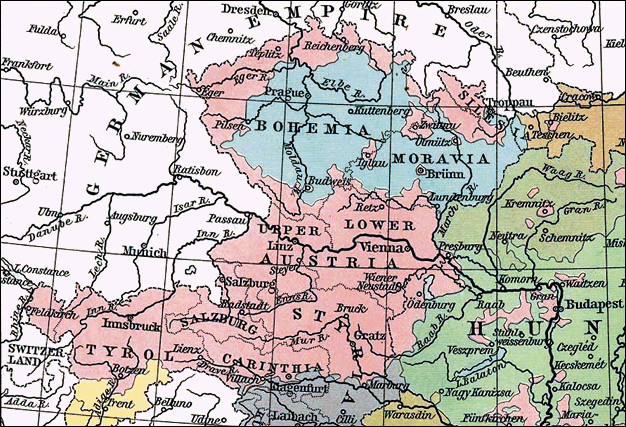
Obszar Austro-Węgier zamieszkany przez Niemców (różowy) w 1911

 Po rozpadzie Austro-Węgier w 1918 i ogłoszeniu niepodległości przez Czechosłowację, przyjęła nazwę Niemieckiej Narodowo-Socjalistycznej Partii Robotniczej (DSNAP) i opowiadała się za przyłączeniem terytoriów zamieszkanych przez Niemców do krótkotrwałej Republiki Niemieckiej Austrii. Po wejściu w życie traktatu w Saint-Germain-en-Laye ziemie czeskie zostały w całości wcielone do Czechosłowacji. Razem z Niemiecką Partią Narodową (Deutsche Nationalpartei, DNP), DSNAP postulowała nieuznawanie władzy nowej republiki nad zamieszkałymi tam Niemcami. W 1933 DAP i DSNAP dobrowolnie się rozwiązały, tym samym unikając delegalizacji przez czechosłowackie władze po przejęciu władzy w Niemczech przez NSDAP.

## Historia partii
Po kryzysie gospodarczym z 1929, mieszkający na ziemiach czeskich Niemcy czuli potrzebę powstania partii reprezentującej ich interesy i uczestniczącej (w przeciwieństwie do poprzednich niemieckich partii) w młodej czechosłowackiej demokracji. W wyniku załamania gospodarczego, bezrobocia i znacznego ograniczenia eksportu ucierpiało wielu niemieckojęzycznych robotników przemysłu lekkiego i luksusowego (w przeciwieństwie do przemysłu ciężkiego, skoncentrowanego na ziemiach etnicznie czeskich).
W 1933 przewodniczący Deutscher Turnverband (związku sportowego i najliczniejszej organizacji niemieckiej w Czechosłowacji, liczącej w szczytowym momencie 170 tysięcy członków) Konrad Henlein spotkał się z Hitlerem z okazji zjazdu związków sportowych w Stuttgarcie. Zdecydowano o stworzeniu organizacji zarejestrowanej 1 października jako Front Ojczyźniany Niemców Sudeckich (Sudetendeutsche Heimatfront).
W swoich założeniach "ponadpartyjna" organizacja Henleina nie podważała istnienia Czechosłowacji w jej ówczesnym kształcie i granicach, a do 1937 jej założyciel publicznie odcinał się od nazizmu i pangermanizmu. Front Ojczyźniany Niemców Sudeckich oficjalnie postulował poszerzenie praw publicznych dla przedstawicieli mniejszości niemieckiej, podział państwa czechosłowackiego na kantony i sugerował ewentualne przyłączenie się ziem czeskich zamieszkanych przez Niemców do Federalnego Państwa Austriackiego (zamiast nazistowskich Niemiec).

### Wybory parlamentarne w 1935
Przed wyborami do parlamentu w 1935 Front Ojczyźniany Niemców Sudeckich wszedł w koalicję z mieszczańską, a następnie narodowo-socjalistyczną Partią Niemców Karpackich (Karpatendeutsche Partei) i oficjalnie zmienił nazwę na Partia Niemców Sudeckich (Sudetendeutsche Partei). W tym samym roku zastępcą Henleina został Karl Hermann Frank (były członek DSNAP i nazista) i partia zmieniła kurs na bardziej tożsamy z polityką niemieckiej NSDAP, oraz zaczęła otrzymywać wsparcie finansowe z Rzeszy.

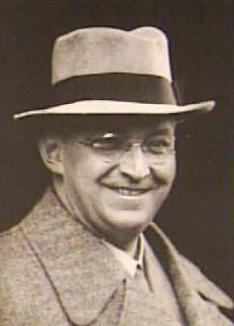
Konrad Henlein, lider Partii Niemców Sudeckich, w latach 30.

W maju 1935 Partia Niemców Sudeckich zdobyła 1 249 534 (15,1%, najwięcej wśród wszystkich partii w wyborach) głosy i 44 mandaty (więcej, bo 45 mandatów, z uwagi na system wyborczy zdobyła jedynie Republikańska Partia Rolników i Drobnego Chłopstwa), w tym 60% głosów niemieckich. Prezydent Tomáš Garrigue Masaryk przekazał misję stworzenia rządu poprzedniemu premierowi Janowi Malypetrovi z partii rolniczej. W jego gabinecie znalazło się po jednym ministrze z niemieckich partii rolniczej i socjaldemokratycznej. Tym samym SdP trafiła do parlamentarnej opozycji, a przewodniczącym jej klubu parlamentarnego został Ernst Kundt.

### Partia do 1938
Na początku roku 1935 Partia Niemców Sudeckich liczyła około 100 tysięcy członków, zaś po wyborach liczba jej członków wzrosła do blisko 450 tysięcy (na koniec roku 1936). Znaczenie pozostałych niemieckich partii szybko spadło i w lutym 1937 czechosłowacka władza była zmuszona przystać na dotychczasowe żądania Niemców sudeckich w tzw. umowie lutowej (cz. Únorová dohoda), zobowiązującej się do zwiększenia pomocy gospodarczej dla regionów zamieszkanych przez Niemców i zapewnienia parytetów narodowościowych w administracji publicznej; Partia Niemców Sudeckich odrzuciła jej założenia jako niewystarczające.
Do 1938 partia brała czynny udział w pogłębianiu napięć między Niemcami sudeckimi a państwem czechosłowackim i organizowała prowokacje mające na celu usprawiedliwić niemieckie roszczenia wobec Czechosłowacji.
17 października 1937 w Cieplicach doszło do incydentu; po spotkaniu partyjnym w ratuszu podżegacz miał wyłamać się z grupy manifestujących przed budynkiem zwolenników SdP, sprowokować policjantów do użycia siły i zranić jednego z nich. Frank w trakcie interwencji miał ukraść jednemu z policjantów pałkę, a następnie sam zostać aresztowany i przewieziony do komisariatu. Niemiecka propaganda i europejskie gazety przedstawiały incydent jednostronnie jako pobicie Franka przez czechosłowacką policję. Po incydencie cieplickim Henlein wystosował do Edvarda Beneša list otwarty, w którym domagał się terytorialnej autonomii dla sudeckich Niemców. W listopadzie 1937 raport Hossbacha potwierdził zamiary oderwania kraju Sudetów od Czechosłowacji i włączenia go do III Rzeszy.

### Kryzys sudecki i powstanie zbrojne
Do marca 1938 do SdP przyłączyły się niemieckie partie agrarna i socjaldemokratyczna, które wcześniej były częścią czechosłowackiego rządu. 24 kwietnia 1938 Henlein powtórzył postulat niemieckiej autonomii w granicach Czechosłowacji w trakcie przemówienia w Karlowych Warach, gdzie w 28 punktach przedstawił tzw. program karlsbadzki, rozpoczynając kryzys sudecki.

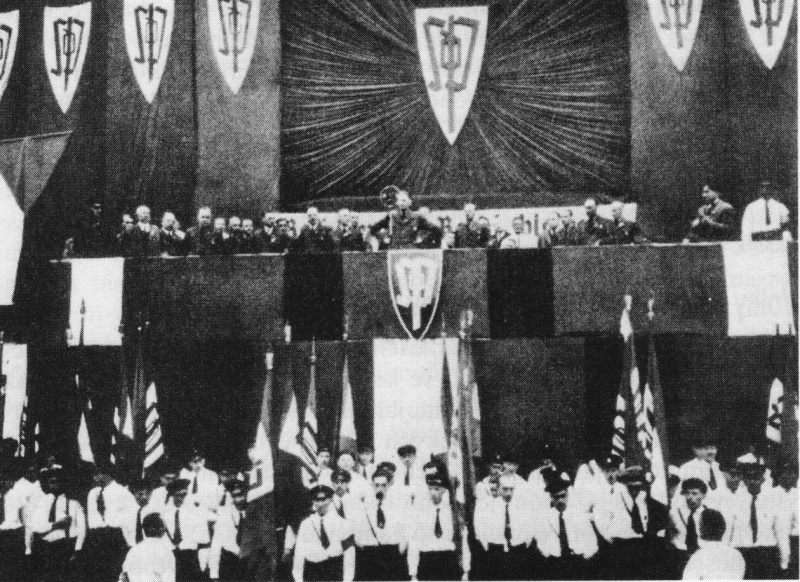
Karl Hermann Frank na zjeździe partii 24 kwietnia 1938

Po Anschlussie Austrii do III Rzeszy w marcu 1938 partia zaostrzyła swoją retorykę. Do wstąpienia do partii swoich pracowników zmuszały liczne niemieckie firmy z czechosłowackiego pogranicza; zarówno członkom pozostałych partii niemieckich (głównie socjaldemokratom), jak i cywilom grożono konfiskatą majątku i wywózką do obozu koncentracyjnego w razie niewstąpienia do partii. Die Zeit publikował nazwiska niemieckich dzieci uczęszczających do czeskich szkół żeby szykanować ich rodziców, zaś niektórzy rdzenni Czesi z kraju Sudetów wstępowali do partii chcąc ochronić swoje rodziny przed prześladowaniami. W maju 1938 do partii w jej szczycie należało 1 320 193 członków (około 43% populacji kraju Sudetów), a wyborach lokalnych w 1938 zebrała blisko 90% głosów niemieckich.
30 czerwca partia odrzuciła propozycję tzw. statutu narodowościowego  z kolejnymi koncesjami czechosłowackiej władzy wobec Niemców sudeckich. Od sierpnia 1938 lord Runciman bezskutecznie negocjował porozumienie rządu Czechosłowacji z Niemcami sudeckimi w imieniu rządu brytyjskiego Chamberlaina. 5 września władza czechosłowacka wystosowała porozumienie w kwestii realizacji żądań, które w praktyce stanowiły 90-95% postulatów programu karlsbadzkiego. 7 września Partia Niemców Sudeckich zerwała negocjacje z rządem po incydencie w Ostrawie, gdzie w trakcie demonstracji 500 zwolenników SdP policja miała uderzyć posła partii. Według relacji lorda Runcimana, sytuacja została sprowokowana przez Niemców.
12 września 1938 na zjeździe partyjnym NSDAP w Norymberdze Hitler potępił czechosłowacki rząd za prześladowania mniejszości niemieckiej. Następnego dnia rozpoczęło się zbrojne powstanie Niemców sudeckich (lub pucz Henleina, cz. sudetoněmecké povstání lub henleinovský puč). Do partyzanckich ataków uzbrojonych członków SdP i naprędce stworzonych przez Hitlera Sudetendeutsches Freikorps wkrótce dołączyły oddziały SA i SS. Ataki na czeskich pograniczników, budynki instytucji publicznych i cywilów rozlały się od zachodnich Czech do Moraw i na Śląsk. Według raportu oficera Wehrmachtu Friedricha Köchlinga wykorzystanego później jako dowód w procesie norymberskim, do października w walkach miało zginąć 52 Niemców i 110 Czechów (głównie funkcjonariuszy pogranicznych). Skala ofiar wśród ludności cywilnej jest nieznana, jednak kraj Sudetów w tym czasie miało opuścić od 170 do 200 tysięcy Czechów, Żydów i niemieckich antyfaszystów.

### Po układzie monachijskim
Mimo stłumienia powstania przez wojsko czechosłowackie, 30 września 1938 bez udziału czechosłowackiej władzy państwa zachodnie (Wielka Brytania i Francja), III Rzesza i Włochy ratyfikowały układ monachijski, na mocy którego do 10 października Czechosłowacja miała zrzec się 28 943 km² (około 40%) terytorium na rzecz hitlerowskich Niemiec.
Ostatni zjazd partyjny SdP odbył się 16 października w Uściu nad Łabą. Dwa tygodnie później Hitler zlecił założenie nowego okręgu partyjnego NSDAP dla kraju Sudetów z siedzibą w Libercu, zaś 5 listopada rozkaz Rudolfa Hessa oficjalnie włączył Partię Niemców Sudeckich do partii nazistowskiej.
Konrad Henlein do końca wojny był członkiem SS i gauleiterem Okręgu Rzeszy Kraj Sudetów. Jego zastępcą na krótko w 1938 został Karl Hermann Frank, który następnie został mianowany dowódcą SS i policji na cały Protektorat Czech i Moraw i razem z Reinhardem Heydrichem był współodpowiedzialny za terror i represje wobec Czechów, m.in. po operacji Anthropoid.

## Wybory parlamentarne
| Wybory | Izba Poselska | Izba Poselska | Izba Poselska | Izba Poselska | Izba Poselska | Senat   | Senat   | Rząd     |
| Wybory | Głosy         | Głosy         | Głosy         | Mandaty       | Mandaty       | Mandaty | Mandaty |          |
| Wybory | Liczba        | %             | +/−           | Liczba        | +/−           | Liczba  | +/−     |          |
| ------ | ------------- | ------------- | ------------- | ------------- | ------------- | ------- | ------- | -------- |
| 1935   | 1 249 534     | 15,1% (1.)    | –             | 44/300        | –             | 23/150  | -       | Opozycja |